# Aplocheilidae
La famiglia Aplocheilidae comprende 15 specie di pesci d'acqua dolce, appartenenti all'ordine Cyprinodontiformes.

## Distribuzione e habitat
Le specie apparttenenti a questa famiglia sono diffuse in Africa, nell'Asia meridionale, in centro-sud America. 

Abitano paludi, stagni, pozze e bacini lenti.

## Descrizione
Seppur diversi tra i generi, gli aplocheilidi presentano un corpo allungato, con testa arrotondata, dorso e ventre poco pronunciati. La pinna dorsale e quella anale sono posizionati verso la parte terminale del corpo, la coda è spesso ampia. Ciò che colpisce maggiormente osservando questi pesci è la livrea molto vivace e sgargiante, specialmente nei maschi.

## Riproduzione
La stragrande maggioranza delle specie di aplocheilidi è ovipara (si riproduce deponendo uova fecondate esternamente dal maschio), tuttavia 2 specie si riproducono con fecondazione interna, una delle quali presenta anche maschi provvisti di gonopodio. La specie Rivulus marmoratus è ermafrodita.

## Acquariofilia
Molti Aplocheilidi sono ricercati dagli allevatori sia per la vivacità della colorazione che per la particolare riproduzione e durata della vita: molte specie infatti hanno una durata annuale o stagionale. Per questo sono considerate specie riservate agli esperti.

## Specie
- Aplocheilus blockii
- Aplocheilus dayi
- Aplocheilus kirchmayeri
- Aplocheilus lineatus
- Aplocheilus panchax
- Aplocheilus parvus
- Aplocheilus werneri
- Pachypanchax arnoulti
- Pachypanchax omalonotus
- Pachypanchax patriciae
- Pachypanchax playfairii
- Pachypanchax sakaramyi
- Pachypanchax sparksorum
- Pachypanchax varatraza
- Pseudepiplatys annulatus